# Así como habían sido
Pour plus de détails, voir Fiche technique et Distribution.
Así como habían sido est un film espagnol réalisé par Andrés Linares, sorti en 1987.

## Fiche technique
- Titre : Así como habían sido
- Réalisation : Andrés Linares
- Scénario : Andrés Linares et Joaquim Jordà
- Pays d'origine : Espagne
- Genre : drame
- Date de sortie : 1987

## Distribution
- Massimo Ghini : Tomás
- Juan Diego : Alberto
- Antonio Banderas : Damián
- Nina van Pallandt : Elena